# Teresa Niewiarowska

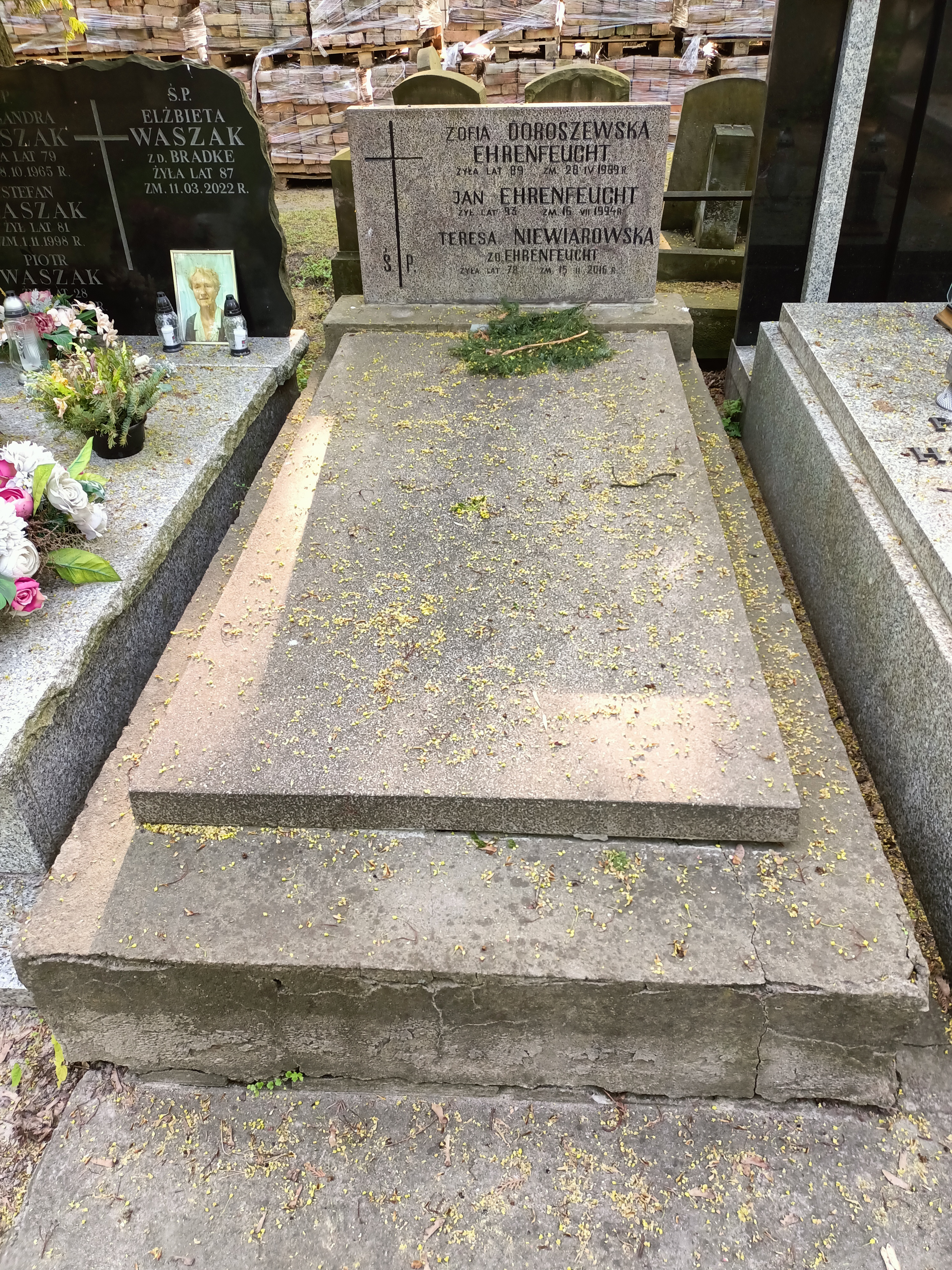
Grób Teresy Niewiarowskiej na cmentarzu Powązkowskim w Warszawie

Teresa Irena Niewiarowska z d. Ehrenfeucht (ur. w 1938, zm. 15 lutego 2016 w Warszawie) – polska kompozytorka, tworząca głównie piosenki dla dzieci.
Absolwentka Państwowej Wyższej Szkoły Muzycznej w Warszawie. Po uzyskaniu dyplomu wyjechała na rok do Ghany, gdzie koncertowała.
Po powrocie do Polski w latach 1966-1971 pracowała jako instruktor w domu kultury, gdzie prowadziła zespół muzyczny, dla którego komponowała repertuar. Równocześnie nawiązała współpracę z Telewizją Polską, Polskim Radiem oraz Estradami: Stołeczną i Olsztyńską.

Teresa Niewiarowska współpracowała głównie z zespołami dziecięcymi, takimi jak Gawęda, Fasolki czy Łejery. Komponowała muzykę do spektakli oraz widowisk artystycznych (m.in. Na deszcz i pogodę, W 80 minut dookoła świata, Kot w butach, Karnawałowe upominki). Współpracowała z poetką Wandą Chotomską, a utwory z jej muzyką wykonywali m.in. Irena Woźniacka, Ewa Śnieżanka, Joanna Rawik, Andrzej Szajewski i Teresa Tutinas. Była członkinią Sekcji Autorów Utworów Muzyki Rozrywkowej i Tanecznej Stowarzyszenia Autorów ZAiKS.

Została pochowana w rodzinnym grobowcu na cmentarzu Powązkowskim w Warszawie